# Porto Campana
Porto Campana este o arie protejată (arie specială de conservare — SAC, sit de importanță comunitară — SCI) din Italia întinsă pe o suprafață de 203 ha, din care 57 % marine.

## Localizare
Centrul sitului Porto Campana este situat la coordonatele 38°53′15″N 8°52′15″E / 38.8875°N 8.870833°E.

## Înființare
Situl Porto Campana a fost declarat sit de importanță comunitară în iunie 1995 pentru a proteja 24 de specii de animale. Situl a fost protejat și ca arie specială de conservare în aprilie 2017.

## Biodiversitate
Situată în ecoregiunea mediteraneană, aria protejată conține 13 habitate naturale: Vegetație anuală la limita mareei, Lagune de coastă, Dune mobile cu vegetație embrionară, Dune de pe litoral fixate cu Crucianellion maritimae, Dune mobile de-a lungul țărmului cu Ammophila arenaria („dune albe”), Tufărișuri termo-mediteraneene și de pre-deșert, Pășuni mediteraneene udate de apa mării (Juncetalia maritimi), Bancuri de nisip acoperite în permanență slab de apă marină, Stepe sărăturate mediteraneene (Limonietalia), Straturi cu Posidonia (Posidonion oceanicae), Dune de coastă cu Juniperus spp., Tufărișuri halofile mediteraneene și termo-atlantice (Sarcocornetea fruticosi), Golfuri mici largi și golfuri puțin adânci.
La baza desemnării sitului se află mai multe specii protejate:
- păsări (23): pescăruș albastru (Alcedo atthis), Alectoris barbara, fâsă-de-câmp (Anthus campestris), egretă mare (Ardea alba), rață-cu-cap-castaniu (Aythya ferina), pasărea ogorului (Burhinus oedicnemus), ciocârlie-cu-degete-scurte (Calandrella brachydactyla), Calonectris diomedea, caprimulg (Caprimulgus europaeus), prundăraș de sărătură (Charadrius alexandrinus), erete de stuf (Circus aeruginosus), egretă mică (Egretta garzetta), șoim călător (Falco peregrinus), lișiță (Fulica atra), Larus audouinii, ciocârlie de pădure (Lullula arborea), Phalacrocorax aristotelis desmarestii, Phoenicopterus ruber, Puffinus yelkouan, chiră mică (Sternula albifrons), Sylvia sarda, silvie de tufiș (Sylvia undata), chiră de mare (Thalasseus sandvicensis)
- reptile (1): Euleptes europaea

Pe lângă speciile protejate, pe teritoriul sitului au mai fost identificate 5 specii de plante, 68 de specii de păsări, 2 specii de amfibieni, 2 specii de mamifere, 9 specii de reptile.